# Salustiano Vidal
Salustiano Perfecto Vidal (San Lorenzo, 13 luglio 1920 – ...) è stato un calciatore argentino.